# حسن گلریز
حسن گلریز (زاده ۱۳۲۵ در تهران) نویسنده، مترجم و اقتصاددان ایرانی است. او برای نگارش کتاب حسابداری اقتصادی برگزیدهٔ پنجمین دورهٔ کتاب سال ایران شد.